# Diritti degli indigeni
I diritti degli indigeni sono quei diritti che esistono per salvaguardare e tutelare l'esistenza dei popoli indigeni. Essi non includono solo i più elementari diritti umani di sopravvivenza fisica e integrità, ma anche la conservazione della loro terra, la lingua, la religione e gli altri elementi del patrimonio culturale che fanno parte della loro esistenza come popolo. Possono essere usati come strumento di difesa da parte di organizzazioni sociali o possono entrare a far parte del diritto nazionale di un paese in modo da stabilire delle relazioni tra il governo e il diritto all'autodeterminazione delle popolazioni indigene che vivono all'interno dei suoi confini, o ancora possono essere inseriti nel diritto internazionale come tutela dei diritti dei popoli indigeni contro le violazioni perpetrate da governi nazionali o da gruppi d'interesse privato.

## Definizione e precedenti storici
I diritti degli indigeni appartengono a coloro che, in qualità di "popoli indigeni", sono riconosciuti come gli abitanti originari di un territorio che è stato successivamente invaso o colonizzato da estranei.
Definire chi siano esattamente i popoli indigeni è di per sé controverso, ma il concetto può essere illustrato in senso generale in relazione al colonialismo. Quando parliamo di popoli indigeni ci riferiamo a quelle società pre-coloniali che si trovano ad affrontare una specifica minaccia derivante da questa forma di occupazione, e della relazione che si instaura tra queste società e le potenze coloniali. L'esatta definizione di popolo indigeno e la conseguente individuazione dei soggetti titolari dei relativi diritti, è variabile e rischiano di essere inappropriate sia le formule troppo inclusive, che quelle non inclusive.
Con riferimento ai moderni popoli indigeni delle potenze coloniali europee, il riconoscimento dei diritti degli indigeni può essere ricondotto almeno all'età rinascimentale quando, insieme alle giustificazioni del colonialismo basate su un fine superiore sia per i colonizzatori che per i colonizzati, alcune voci espressero la loro preoccupazione per il modo in cui i popoli indigeni erano trattati e per l'effetto che questo avrebbe avuto sulla loro società.
A causa degli stretti legami tra le situazioni culturali ed economiche dei popoli indigeni e il loro ambiente naturale, la questione dei loro diritti si intreccia con altri gravi problemi contemporanei derivanti dall'industrializzazione, in particolare il mutamento climatico e la ricerca dello sviluppo sostenibile. Secondo scienziati e organizzazioni come la Rainforest Foundation, quindi, la lotta per la tutela dei popoli indigeni e dei loro ambienti di vita diventa uno strumento essenziale anche per risolvere problemi come la riduzione delle emissioni di anidride carbonica nell'atmosfera o la minaccia alla diversità culturale e biologica in generale.

## Rappresentanza
I diritti, le rivendicazioni e perfino l'identità dei popoli indigeni sono intesi, riconosciuti e valutati in modo molto diverso da un governo all'altro. Varie organizzazioni sono nate con lo scopo di favorire in un modo o nell'altro la promozione (o quanto meno il riconoscimento) delle aspirazioni degli indigeni, e le stesse società indigene si sono spesso aggregate tra loro per dare vita ad organismi volti a tutelare congiuntamente i loro interessi comuni.

### Organizzazioni internazionali
Esistono varie organizzazioni non governative, quali Friends of Peoples Close to Nature, Survival International e Cultural Survival, che hanno come missione la tutela dei diritti degli indigeni. Esse si occupano di questioni legate ai diritti terrieri, alla persecuzione e alla preservazione della cultura. Secondo queste organizzazioni, i problemi affrontati dai popoli indigeni non risiedono in alcuna carenza della loro cultura o del loro modo di vita, ma nel mancato riconoscimento che essi hanno il diritto a vivere nel modo da loro scelto e che il loro posto è nel luogo dove essi vivono. La missione di queste organizzazioni consiste quindi nel difendere il diritto dei popoli indigeni a determinare il proprio futuro senza che le società occidentali impongano le loro idee di "sviluppo". Questi gruppi mettono in evidenza come le culture indigene abbiano dimostrato di avere in origine uno stile di vita in grado di assicurare il pieno sostentamento e di produrre una ricca serie di manifestazioni artistiche, cosicché alla radice dei loro problemi vi è proprio il tentativo della cultura occidentale di interferire con il loro modo di vivere, in nome dell'accaparramento e dello sfruttamento delle risorse naturali.

### Nazioni Unite
I popoli indigeni e i loro interessi sono rappresentati presso le Nazioni Unite in primo luogo attraverso i meccanismi del Gruppo di lavoro sulle popolazioni indigene (Working Group on Indigenous Populations, WGIP). Nell'aprile 2000 la Commissione delle Nazioni Unite per i diritti umani adottò una risoluzione per istituire il Forum permanente delle Nazioni Unite per le questioni indigene (United Nations Permanent Forum on Indigenous Issues, PFII) come organismo consultivo del Consiglio economico e sociale incaricato di sovrintendere alle questioni concernenti i popoli indigeni.
Un ulteriore intervento delle Nazioni Unite si ebbe alla fine del dicembre 2004, quando l'Assemblea generale proclamò il 2005–2014 come Secondo decennio internazionale dei popoli indigeni del mondo, con l'obiettivo di rafforzare la cooperazione internazionale per la risoluzione dei problemi affrontati dai popoli indigeni in settori quali la cultura, l'educazione, la salute, i diritti umani, l'ambiente e lo sviluppo economico e sociale.
Nel settembre del 2007, al termine di un lungo processo di preparativi, discussioni e negoziati iniziati già nel 1982, l'Assemblea generale adottò la Dichiarazione dei diritti dei popoli indigeni. Il documento (non vincolante) individua i diritti individuali e collettivi dei popoli indigeni, nonché i loro diritti all'identità, alla cultura, alla lingua, all'occupazione, alla salute, all'educazione e altri aspetti. La dichiarazione vide il voto contrario di quattro nazioni con popolazioni indigene significative: Stati Uniti, Canada, Nuova Zelanda e Australia. Altre undici nazioni si astennero: Azerbaigian, Bangladesh, Bhutan, Burundi, Colombia, Georgia, Kenya, Nigeria, Russia, Samoa e Ucraina. Trentaquattro nazioni non presero parte al voto, mentre le rimanenti 143 votarono a favore della dichiarazione.

### Convenzione ILO 169
La Convenzione n. 169 dell'Organizzazione internazionale del lavoro (International Labour Organisation, ILO) o Convenzione relativa ai popoli indigeni e tribali (spesso indicata brevemente come "ILO 169") mira appunto a proteggere i diritti dei popoli indigeni e tribali e, negli ordinamenti  interni degli stati che l'hanno ratificata, ha valore di legge. Adottata nel 1989, la convenzione da allora è stata ratificata da ventidue paesi: Argentina, Bolivia, Brasile, Repubblica Centrafricana, Cile, Colombia, Costa Rica, Danimarca, Dominica, Ecuador, Figi, Guatemala, Honduras, Messico, Nepal, Paesi Bassi, Nicaragua, Norvegia, Paraguay, Perù, Spagna e Venezuela. La convenzione riconosce la proprietà terriera; l'uguaglianza e la libertà; e l'autonomia per le decisioni che interessano i popoli indigeni.

### Organizzazione degli Stati Americani
Dal 2001, le nazioni che aderiscono all'Organizzazione degli Stati Americani discutono le bozze di una proposta per una Dichiarazione americana dei diritti dei popoli indigeni.